# 神眼眼球贝
神眼眼球贝（学名：Erosaria ocellata）为宝贝科眼球贝属的动物。分布于北印度洋阿曼湾到斯里兰卡以及中国大陆的香港等地，多栖息在3-18英尺水深的海底。该物种的模式产地在斯里兰卡。